# Mara Abrantes

Mara Abrantes na capa do disco Cha-cha da moça.

Mara Dyrce Abrantes da Silva Santos, mais conhecida por Mara Abrantes (Rio de Janeiro, 31 de maio de 1934 — Lisboa, 28 de abril de 2021), foi uma cantora e atriz brasileira radicada em Portugal desde 1958.

## Biografia
Mara Abrantes nasceu no Rio de Janeiro, a 31 de maio de 1934. Cresceu no seio de uma família de instrumentistas ligados a diferentes bandas das forças armadas brasileiras, incluindo o seu pai. No ensino primário frequentou as aulas de Educação Musical obrigatórias e integrou, como solista, o Coro do Ministério da Educação. Durante o internato do curso para professora primária recebeu formação artística no Teatro de Preparação de Estudantes.
Aos 16 anos ganhou um concurso televisivo da TV Tupi de procura de novos talentos, intitulado "A Hora dos Caloiros" e concebido por Ary Barroso, tendo nesta altura adoptado o nome artístico de Mara Abrantes. Esta vitória permitiu-lhe obter pequenos papéis televisivos.
Começou por atuar como cantora no restaurante "A Cantina do César", propriedade do radialista César de Alencar. Outro espaço noturno onde atuou foi o "Estúdio do Teo", onde conheceu Antônio Carlos Jobim em início de carreira e de quem interpretou diversos temas. Foi levada para a Rádio Nacional do Rio de Janeiro pelo maestro Napoleão Tavares.
Atuou em diversas rádios e teatros cariocas, especialmente na década de 1950. A Revista do Rádio considerou-a "A escurinha nota dez", em virtude de seus predicados físicos, nos quais ressaltava a cor negra, uma pequena altura e formas esculturais.
Além de ser convidada regularmente como atracção para Teatro de Revista, entre 1952 e 1956 participou como atriz em 5 filmes, incluindo A Dupla do Barulho (1953) de Carlos Manga.
Em 1954, gravou um disco de 78 rpm com os temas "Sal e pimenta" (letra de Francisco Anísio e música de Hianto de Almeida) e "Um tiquinho mais" (composta por Newton Ramalho e Nazareno de Brito), lançado pela editora Mocambo, tendo esta última canção sido censurada. A proibição da canção pelo governo brasileiro recebeu a atenção dos média e dos críticos, tendo projetado a carreira da cantora além do circuito da vida noturna carioca.
Em 1958 vem a Portugal, por um período de 3 meses, acabando por ficar. Grava vários discos para a editora discográfica Valentim de Carvalho. Colabora também com o Thilo's Combo. Em 1967 grava uma versão de "Natal Feliz" na editora Alvorada. Lança o EP "Sentimental Demais" gravado com o Conjunto Shegundo Galarza.
Na editora Marfer grava um EP com os temas "Quem É Homem Não Chora", "Máscara Negra", "Disparada" e "Maria do Maranhão". Grava com a Orquestra Marfer, dirigida por Ferrer Trindade, alguns dos temas do Festival RTP da Canção de 1968. Participa no disco "O Nazareno" de Frei Hermano da Câmara onde desempenhava o papel da “Samaritana”.
Em 1979 obtém grande sucesso com o single "Os Amantes" que atinge o "Disco de prata". De seguida foi editado o disco "Horóscopo" conhecido pelo refrão "Diga em que dia, em que mês, você nasceu". Em 1980 canta "Amor, Amor à Portuguesa" da banda sonora da novela "Moita Carrasco" do programa "Eu Show Nico" de Nicolau Breyner.
Em 1981 lança uma versão de "Guerra dos Meninos" de Roberto Carlos com a participação da sua filha Magda Teresa e do Coro Infantil de Santo Amaro de Oeiras. Grava também uma versão de "Tudo Pára" em 1983. A compilação O Melhor dos Melhores, lançada pela Movieplay, inclui os seguintes temas: "Os Amantes", "Um jeito Estúpido de Te Amar", "Horóscopo", "Quem É Homem não Chora", "Serenata Negra", "Samba Magoado", "Mas É Fado", "Moço", "Máscara Negra", "Guerra dos Meninos", "Meu Filho", "Um Resto de Azul", "Na Boca do Povo", "Fecho a Janela", "Café da Manhã", "Que Pena", "Vem Flor" e "Amor, Amor à Portuguesa".
Mara Abrantes faleceu em Lisboa, no Hospital de Santo António dos Capuchos, a 28 de abril de 2021, aos 86 anos de idade.

## Discografia
Entre a sua discografia encontram-se: 

### Álbuns
- Mara Abrantes (LP, Riso e Ritmo)
- Na Boca do Povo (LP, Movieplay, 1979)[4]

### Compilações
- Colecção O Melhor dos Melhores (n.º 65) (1997, CD, Movieplay)[3]

### Singles e EPs
- Sal e Pimenta/Um tiquinho Mais (1954) - Mocambo - 78 rpm
- Por Causa De Você/Cansei de Ilusões (1957) Mocambo 78

- Mara E O Amor (EP, AVD) 7LEM 3021 - Eu Não Existo Sem Você / vai Dizer À Mouraria / O Amor É Louco / Se Alguém Telefonar
- Mara Canta Para Os Entendidos (EP, AVD) 7LEM 3057 - Balada Do Homem Sem Deus / Menina Moça / Poema Madrugada / Só Deus
- A Rua dos Meus Ciúmes (EP, AVD) 7LEM 3074 - A Rua dos Meus Ciúmes / Não Digas A Ninguém  / Madragoa / O Primeiro Amor
- Cha-cha-cha da Moça (EP, AVD) 7LEM 3101 - Foi Deus / Eu E O Rio / Cha-cha-cha da Moça / Fado do Adeus [7]
- Suave É A Noite (EP, AVD) - 7 LEM 3110 - Suave É A Noite / Últimos Beijos / Diz-me Porquê / Esse Beijo

- Serenata Negra / O Amor Chegou / SA-SA-RU-Ê/ Depois De Ti - ALVORADA AEP 60 735
- Sentimental Demais / Vivo Para Te Ver / Zanzar Por Aí / Ontem - ALVORADA AEP 60 828

- Quem É Homem Não Chora / Máscara Negra / Disparada / Maria do Maranhão (Marfer, 196) MEL 2-074
- Verão / Balada Para D.Inês / Fui Ter Com A Madrugada / O Sol Também É Teu (Marfer, 1968) MEL 2-093
- Um Resto de Azul / Vem Flor / Hino da Vitória / Corrida de Jangada (Marfer) MEL 2-129
- Fecho A Janela/Hás-de Voltar/Fado da Carta/Mas é Fado (Marfer, 1970) MEL 2-174

- O que Me Importa / Mamãe'cê Viu? / Gosto de Viver / Marcha do Assobio (EP, Alvorada, 1974) EP-S-60-1488

- O Meu Primeiro Amor / Eu Quero Apenas (Single, Osiris) OS 1022
- Gabriela (Single, Imavox, 1977)

- Que Pena / Um Jeito Estúpido de Te Amar (Movieplay, 1978) SP 27020
- Os Amantes / Boi da Cara Branca (Single, Movieplay, 1979)
- Horóscopo / Samba Magoado (Single, Movieplay, 1979) SP 27045
- Amor, Amor À Portuguesa / Não Deixes Que Eu Diga - Moita Carrasco (Single, Movieplay, 1980)
- Guerra dos Meninos/Aquela Nuvem (Single, Movieplay, 1981)

- Tudo Pára/Nessa Festa de Luz (Single, Vadeca, 1983)

- Não Está Sozinho (Quem Tem Deus do Lado)/Questão de Tempo

### Outros
- 7LEM 3085 - [Caixinha da Saudade]
- DECCA PEP 1057 - Thilos' Combo - [Dou e Dou]
- ALVORADA AEP 60 774 - Melodias de Sempre Nº1 [Casinha da Colina]
- Natal Feliz